# Tiêu chuẩn màn hình hiển thị
Tiêu chuẩn màn hình hiển thị là một sự kết hợp của tỷ lệ màn hình, kích thước màn hình, kích thước điểm ảnh, tỷ lệ tương phản, độ sáng, độ phân giải màn hình, gam màu, màu sắc hiển thị, tốc độ làm tươi.

## Lịch sử
Tiêu chuẩn màn hình máy tính khác nhau hoặc các chế độ hiển thị đã được sử dụng trong lịch sử của máy tính cá nhân. Họ thường là một sự kết hợp của các tỉ lệ (quy định như tỷ lệ chiều rộng và chiều cao), độ phân giải màn hình hiển thị (quy định như chiều rộng và chiều cao trong mỗi điểm ảnh), gam màu (đo bằng bit trên mỗi điểm ảnh), và tốc độ làm tươi (tính bằng hertz). Kết hợp với độ phân giải màn hình và tốc độ làm tươi là một bộ chuyển đổi hiển thị. Card màn hình trước đó đã được đơn giản nhỏ gọn, nhưng tiêu chuẩn hiển thị sau này cũng quy định một tập hợp rộng rãi hơn của các chức năng hiển thị và phần mềm điều khiển giao diện.

## Tiêu chuẩn
Một số tiêu chuẩn chung đã được sử dụng với các máy tính có nguồn gốc từ các gốc IBM. Một số trong số này hiện đang được hỗ trợ bởi các máy tính khác của máy tính cá nhân. Đây là những tiêu chuẩn trên thực tế thường là nguồn gốc của một nhà sản xuất và phân tích cấu tạo bởi những người khác, mặc dù các nhóm VESA đang phối hợp các nỗ lực của nhiều nhà sản xuất hàng đầu bộ chuyển đổi hiển thị video. Các tiêu chuẩn video liên quan đến máy tính cá nhân của IBM-PC được thể hiện trong biểu đồ và bảng dưới đây (Từ đầu những năm 1990 trở đi, hầu hết các nhà sản xuất chuyển sang  tiêu chuẩn màn hình PC nhờ phổ biến rộng rãi và phần cứng giá cả phải chăng).

Biểu đồ tiêu chuẩn màn hình hiển thị của máy tính